# Triumph Roadster

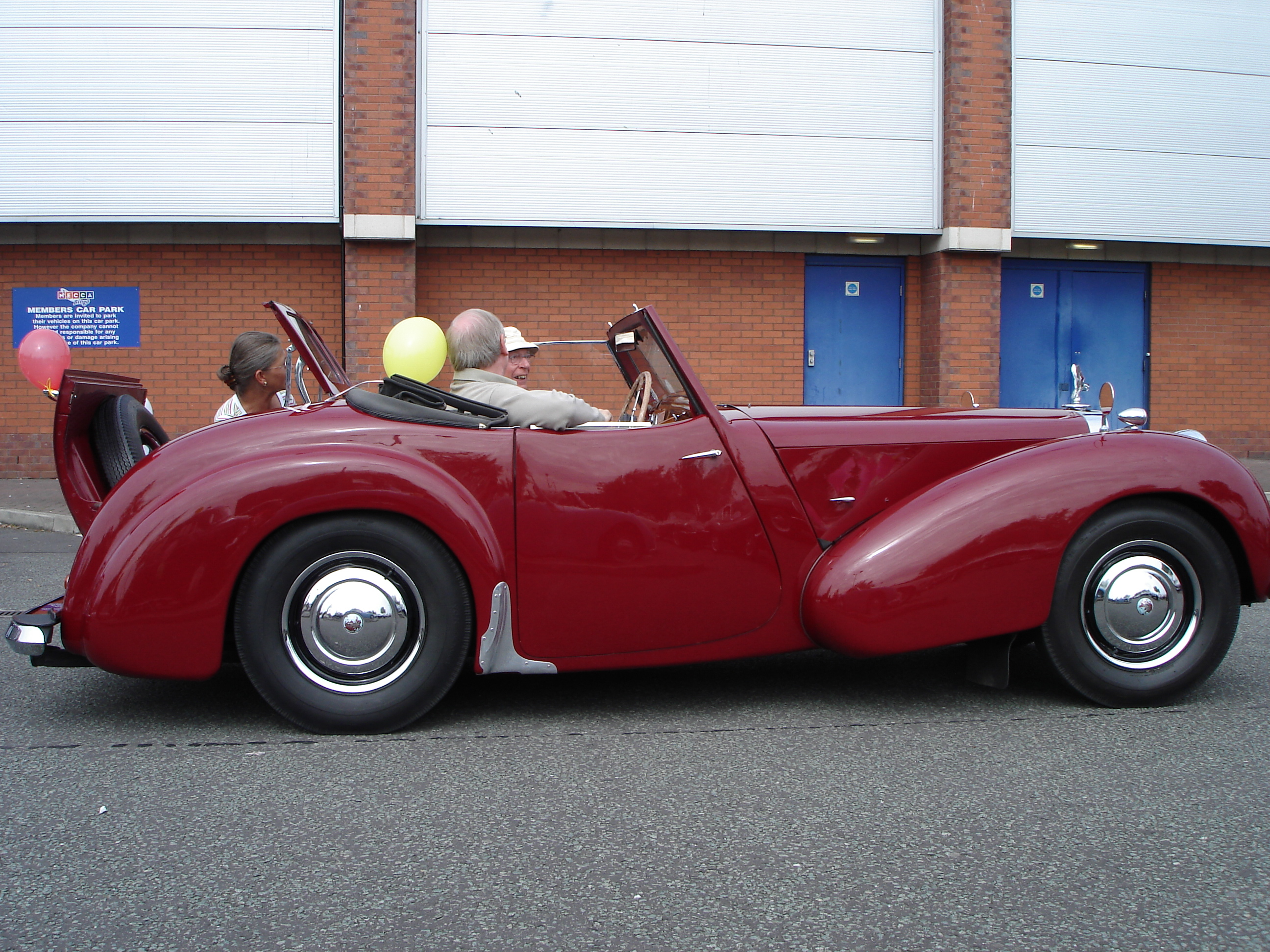
Triumph 1800 Roadster mit besetztem Schwiegermuttersitz

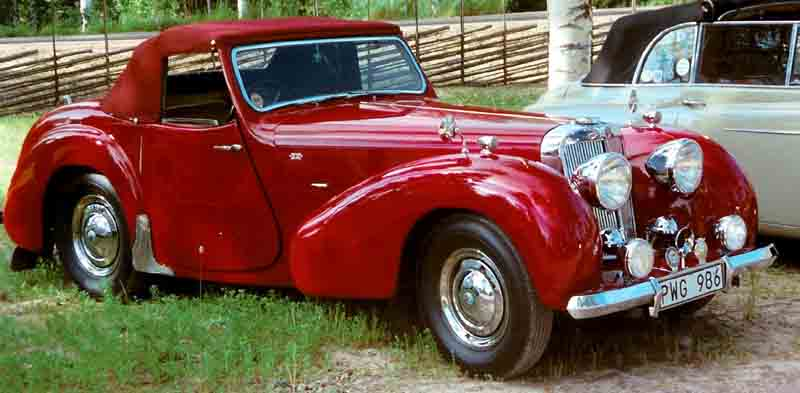
Triumph 1800 Roadster (1946)

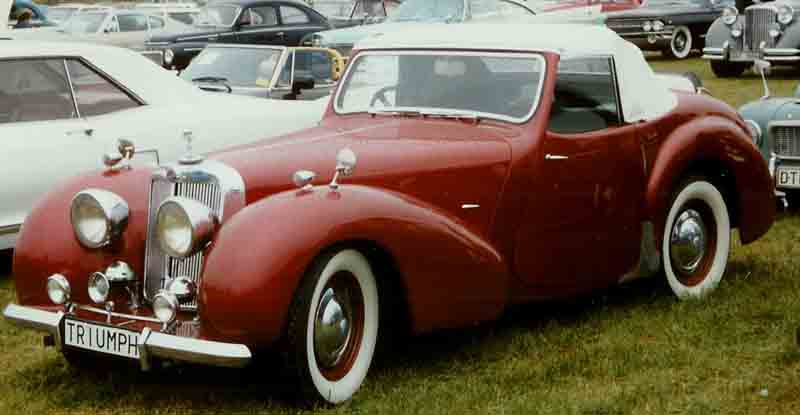
Triumph 1800 Roadster (1948)

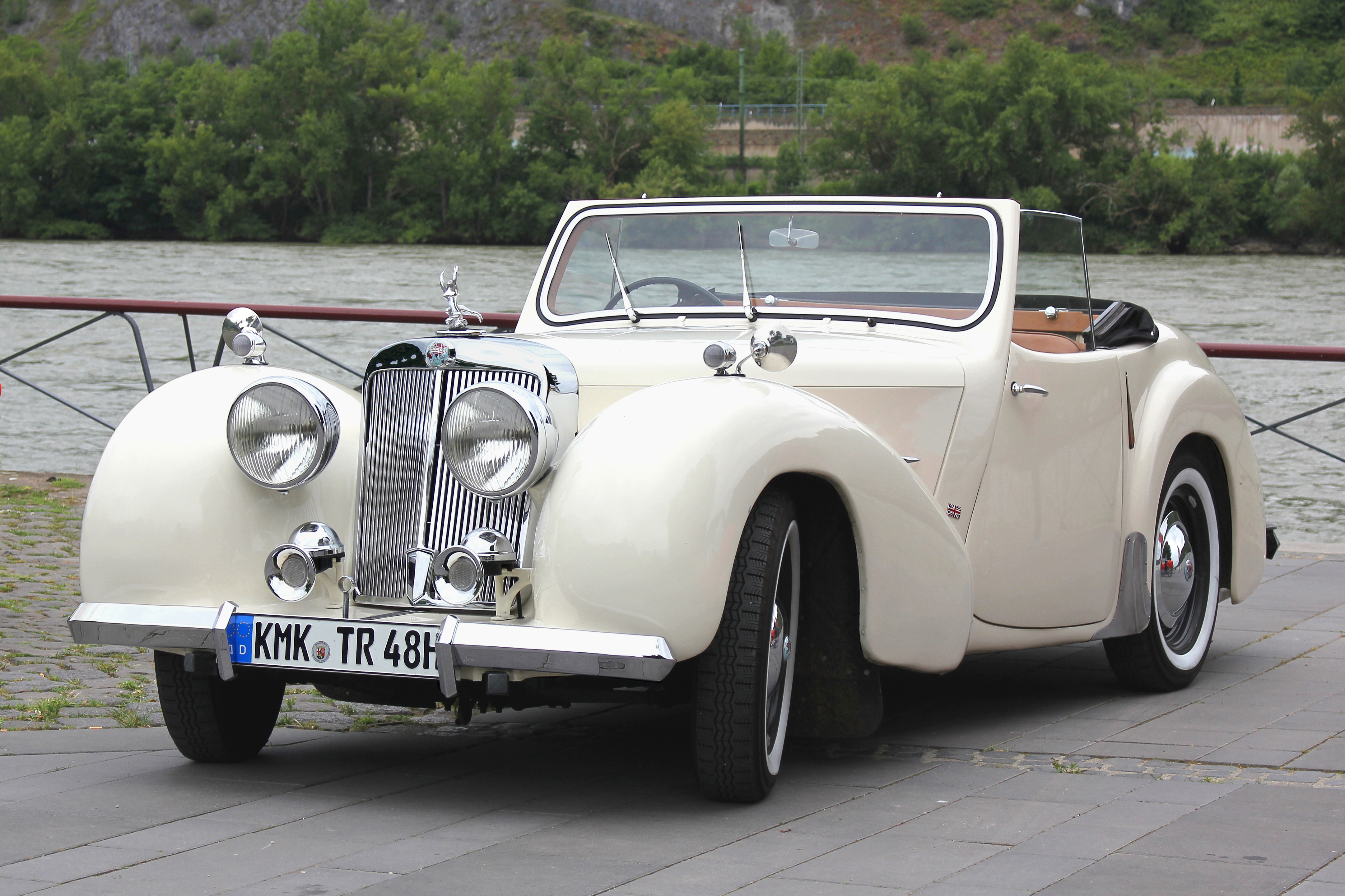
Triumph 1800 Roadster (1948)

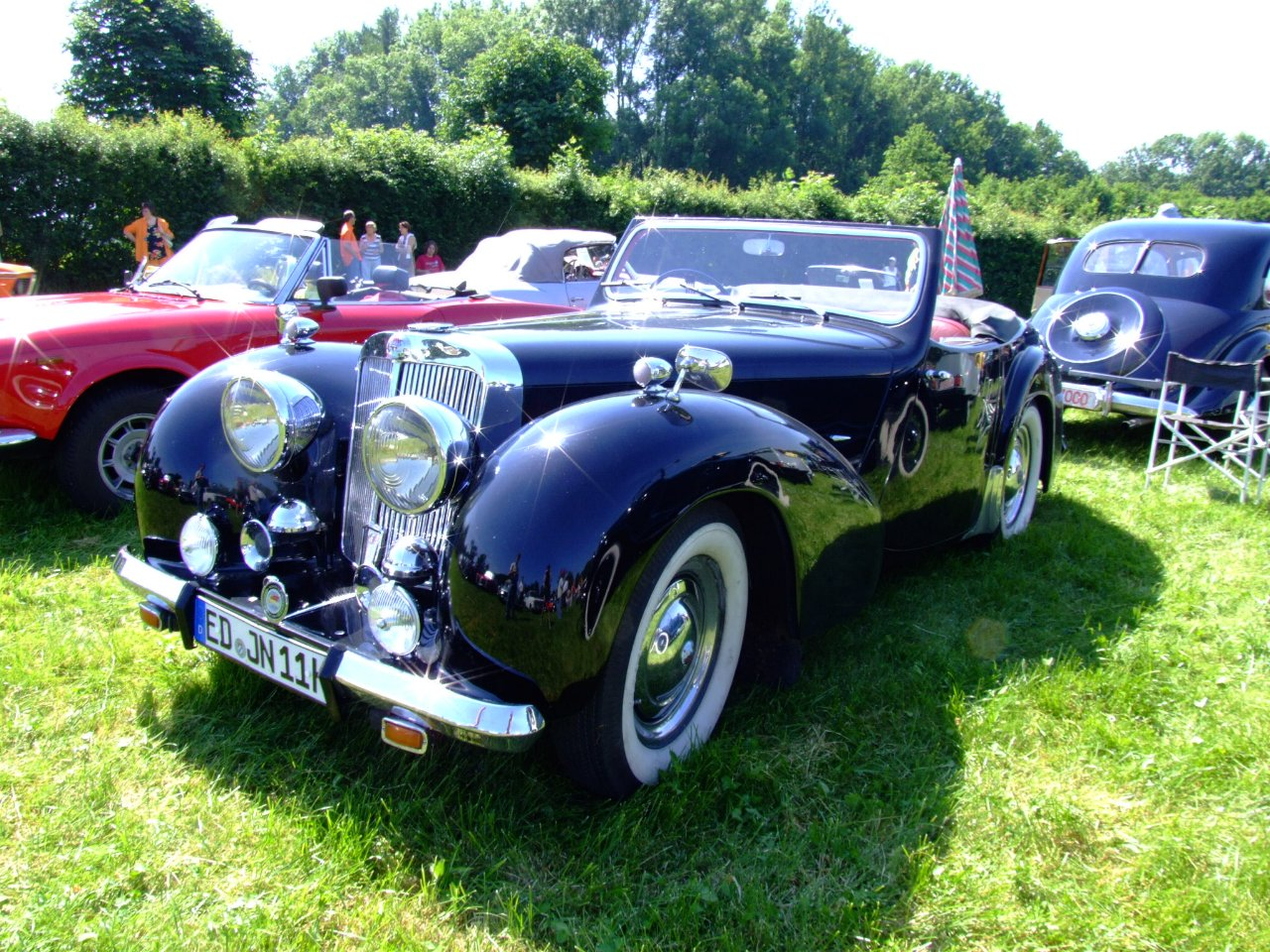
Triumph TR2000 Roadster (1949)

Der Triumph Roadster war das erste Nachkriegsauto der Triumph Motor Company; es wurde von 1946 bis 1949 hergesellt. Zunächst gab es ihn mit einem 1,8-l-Motor, von 1948 bis 1949 dann mit einem 2,1-l-Motor.

## Konstruktion
Der Triumph Roadster ist ein Schwestermodell der viertürigen Limousine Triumph 1800 Town & Country.
Der Roadster wurde gegen Ende des Zweiten Weltkrieges entworfen, kurz bevor Triumph von der Standard Motor Company aufgekauft wurde. Direktor Sir John Black wollte einen Sportwagen, der gegen Jaguar antrat, die vor dem Krieg auch mit Standard-Motoren ausgestattet gewesen waren. Frank Callaby wurde mit der Konstruktion des neuen Wagens beauftragt. Nach Blacks Bestätigung erstellte er zusammen mit Arthur Ballard Werkstattzeichnungen, wobei Callaby für die Fahrzeugfront und Ballard für das Heck verantwortlich zeichneten. Die Konstruktion der mechanischen Komponenten übernahm Ray Turner. Walter Belgrove, der die Vorkriegs-Triumph entworfen hatte und die Stelle eines „Chief Body Engineer“ bekleidete, war an der Konstruktion nicht beteiligt.
Wegen der Schwierigkeiten, im Nachkriegs-England Stahl zu beschaffen, baute man die Karosserien aus Aluminium und setzte dafür Gummi-Pressstempel ein, die vorher für den Bau der größtenteils aus Holz gefertigten Mosquito-Bomber verwendet worden waren, die im Krieg bei Standard gebaut wurden. Das Fahrgestell wurde aus Stahlrohren von Hand zusammengeschweißt. Der Motor beruhte auf dem 1,5-l-Reihenvierzylindermotor, der vor dem Krieg an Jaguar geliefert worden war. Er hatte 1776 cm³ Hubraum und leistete 65 bhp (48 kW) bei 4400 min−1. Die Motorkraft wurde über ein manuell zu schaltendes Vierganggetriebe, das in den oberen drei Gängen synchronisiert war, an die Hinterräder weitergeleitet.
Der Wagen hatte einzeln an Doppelquerlenkern aufgehängte Vorderräder mit Querblattfeder und eine Starrachse an halbelliptischen Längsblattfedern hinten. Die hintere Spur war etwa 100 mm schmäler als die vordere. Alle Räder wurden mit hydraulisch betätigten Trommelbremsen gebremst.

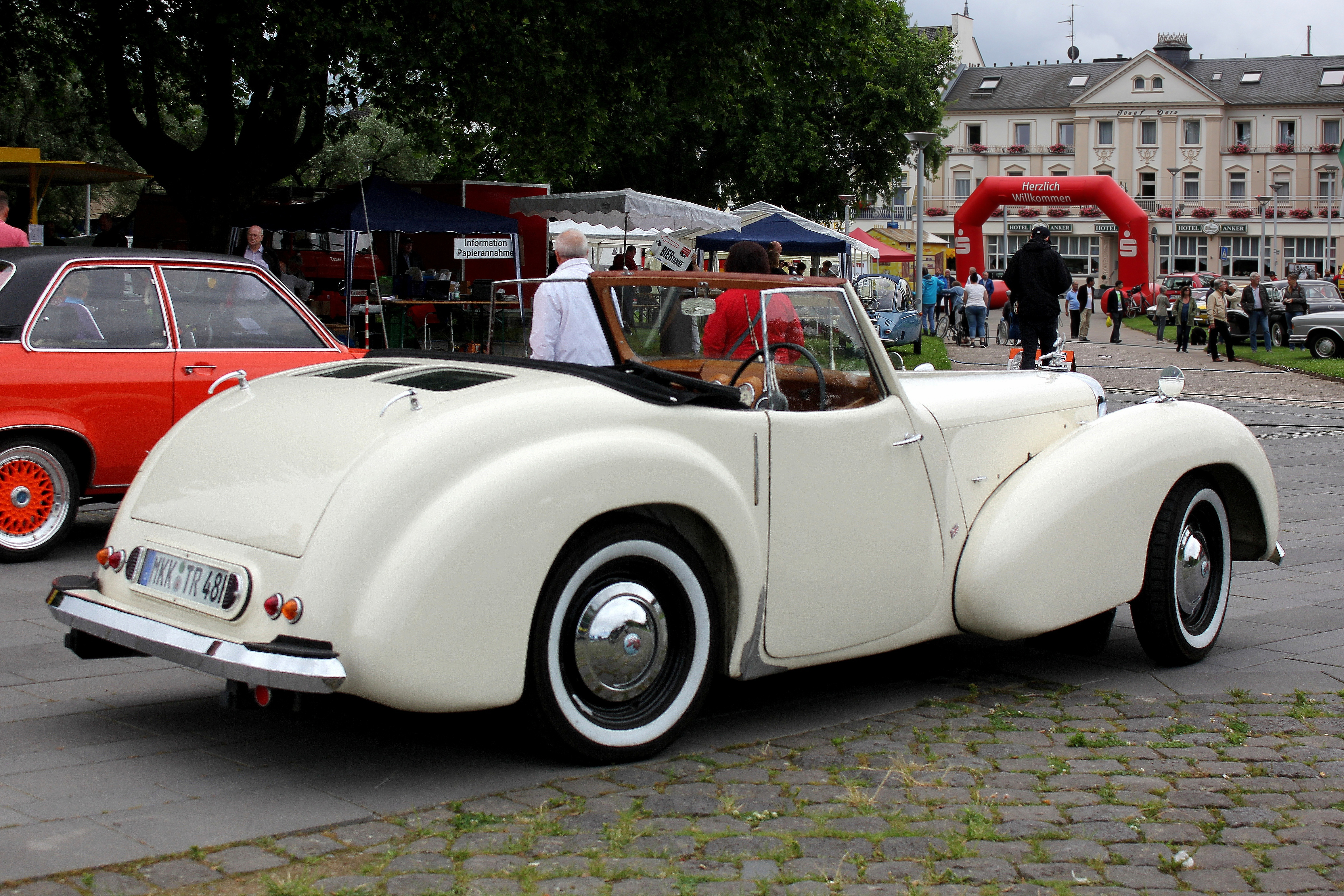
Nach hinten öffnende Klappe über dem Notsitz im Heck
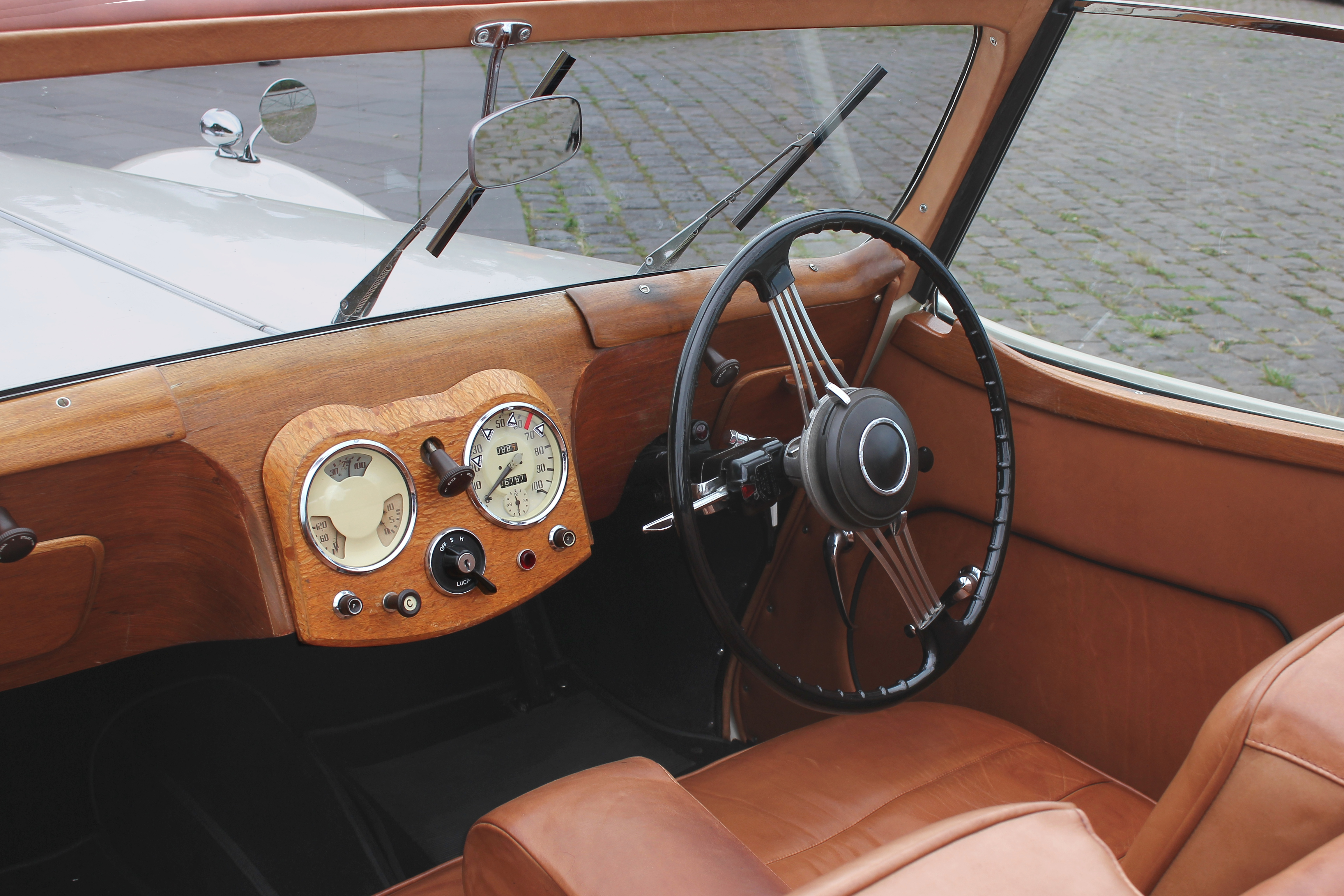
Lenkradschaltung, damit drei Personen nebeneinander Platz haben
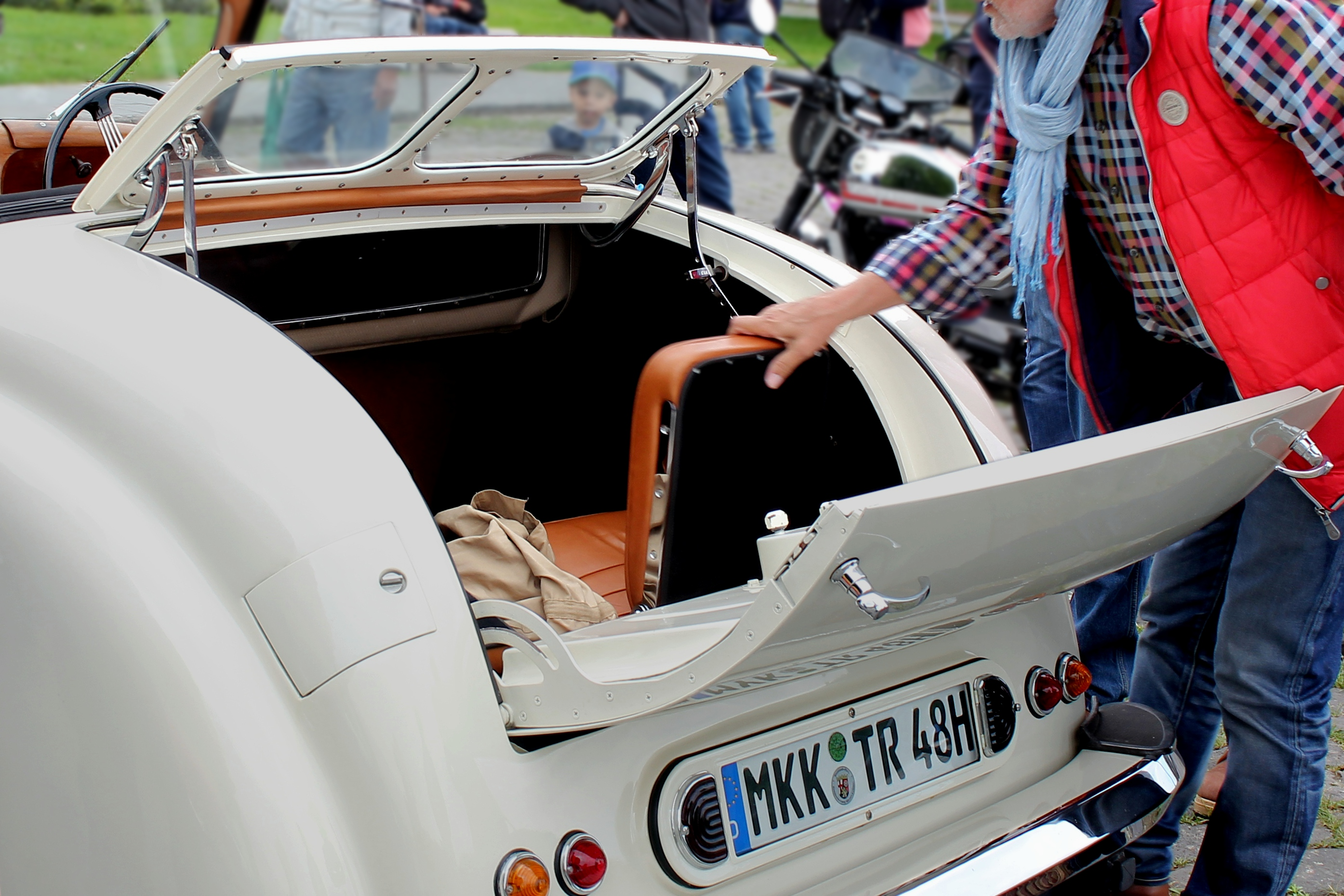
Not- oder Schwiegermuttersitz wird geöffnet

Die Karosserie war altmodisch geraten. Sie hatte große, einzeln stehende Scheinwerfer und der Kühler war weit von der Fahrzeugfront zwischen die „Kohlenschaufel“-Kotflügel zurückgesetzt. Die Sitzbank war für drei Personen vorgesehen, daher war eine Lenkradschaltung eingebaut. Platz für zwei weitere Mitfahrer gab es auf dem aufklappbaren Notsitz im Heck, dem sogenannten Schwiegermuttersitz, mit einer eigenen, hochklappbaren Windschutzscheibe. Das Cabrioverdeck war nur über den Frontsitzen aufzuspannen. Der Ein- und Ausstieg auf den Notsitz war schwierig; es gab dafür eine Trittstufe am Heckstoßfänger. Der Roadster war das letzte Fahrzeug mit „Schwiegermuttersitz“.
Bei einem Test des Motormagazins „Autocar“ 1947 wurde eine Höchstgeschwindigkeit von 120 km/h festgestellt; die Beschleunigung von 0–100 km/h dauerte 34,4 Sekunden.

## 2000 Roadster
Die einzige wesentliche Überarbeitung der Konstruktion wurde im September 1948 für die 1949er-Modelle vorgestellt. Ab diesem Zeitpunkt wurde der Vierzylindermotor des Standard Vanguard mit 2088 cm³ Hubraum und dessen Getriebe eingebaut. Das Dreiganggetriebe – wenn auch vollsynchronisiert – war ein Rückschritt. Bis auf wenige Änderungen an den Motoraufhängungen und am Fahrgestell blieben Radaufhängung und Lenkung unverändert. Der Motor leistete 68 bhp (50 kW) bei 4200 min−1.
Bei einem Test wurde eine winzige Erhöhung der Höchstgeschwindigkeit auf 124 km/h festgestellt, aber die Beschleunigung war mit 27,9 Sekunden von 0 bis 100 km/h deutlich besser.
Die Wagen wurden in nur geringer Zahl hergestellt und hauptsächlich von Hand gebaut. Es entstanden 2501 Exemplare des 1800 und 2000 Stück mit dem größeren Motor.
Heute sind die wenigen erhaltenen Fahrzeuge sehr gesucht und werden teuer verkauft.

## In Film und Fernsehen
Der Triumph Roadster ist in der BBC-Kriminalserie „Jim Bergerac ermittelt“ zu sehen, in der John Nettles die Titelrolle spielt.